# نوکیا ۶۱۲۰ کلاسیک
نوکیا ۶۱۲۰ کلاسیک یکی از محصولات هوشمند نوکیا با سیستم‌عامل سیمبیان می‌باشد (با مدل قدیمی نوکیا ۶۱۲۰ اشتباه نشود). اولین گوشی از نوکیا می‌باشد که شبکه دوتایی UMTS / HSDPA و چهارتایی GSM را پشتیبانی می‌کند.

## تغییرات واسط کاربری
واسط کاربری ۶۱۲۰ کلاسیک از آیکن‌های سه بعدی و بعضی برنامه‌های استاندارد نوکیا همانند کرونومتر بی‌بهره‌است.  ولی از آنجایی که از سیمبیان بهره می‌گیرد، می‌توان با نصب برنامه‌هایی که توسط اشخاص ثالث تهیه شده‌اند جای آن‌ها را پر نمود.

## نوکیا ۶۱۲۱ کلاسیک
نوکیا ۶۱۲۱ کلاسیک اولین وسیله‌ای است که برای کار در شبکه UMTS۹۰۰ به بازار عرضه شده‌است. در پنج رنگ در دسترس است که عبارتند از: مشکی، آبی، سفید، طلایی و صورتی. ۶۱۲۰ کلاسیک و ۶۱۲۱ کلاسیک کاملاً شبیه یکدیگرند و تنها تفاوتشان این است که در فرکانس‌های متمایزی از شبکه نسل ۳ کار می‌کنند.

## نوکیا ۶۱۲۴ کلاسیک
نوکیا ۶۱۲۴ کلاسیک مدل تغییر یافتهٔ Vodafone از ۶۱۲۰ کلاسیک است. یک بررسی انگلیسی آن را می‌توانید  در اینجا بیابید.

## NM۷۰۵i
NM۷۰۵i نسخه NTT DoCoMo از ۶۱۲۰ کلاسیک است. این گوشی عدم امکان نصب برنامه‌های بومی و همچنین  نبود برنامهٔ پست الکترونیک و HSDPA را برطرف می‌کند. NM۷۰۵i از نرم‌افزارهای i-mode شامل i-mode browse، i-mode mail و i-appli به جای برنامه‌های جاوا، پیام‌های چند رسانه‌ای و مروگر وب نوکیا بهره می‌گیرد.

## خصوصیات
۶۱۲۰ کلاسیک دارای شبکهٔ UMTS با فرکانس ۸۵۰/۲۱۰۰ مگاهرتز همراه با HSDPA است در حالیکه ۶۱۲۱ کلاسیک آمریکایی شبکهٔ UMTS با فرکانس ۹۰۰/۲۱۰۰ مگاهرتز بعلاوهٔ HSDPA دارد. هر دو مدل از شبکهٔ چهارگانه GSM پشتیبانی می‌کنند. NM۷۰۵i دارای شبکهٔ FOMA  با فرکانس ۸۰۰/۸۵۰ مگاهرتر با قابلیت اتصال ۲گیگاهرتز است.
تمامی مدل‌ها یک دوربین دوم در جلو برای تماسهای تلفنی ویدئویی دارند. قدرت تفکیک این دوربین تنها ۲۴۰×۳۲۰ پیکسل است، چون تماسهای تصویری فقط در صفحه‌نمایش سایر گوشیها نشان داده می‌شود قابل چشم‌پوشی است. همچنین از دوربین جلو می‌توان برای عکس گرفتن از خود استفاده کرد. دوربین اصلی یک دوربین ۲ مگاپیکسلی با زوم دیجیتال ۴ برابر و فاقد فوکوس خودکار است.
نوکیا شروع به کنار گذاردن Pop-Port اختصاصی سنتی خود کرده‌است. گوشی اتصال دهنده Mini USB استانداردی دارد که باتری را شارژ نمی‌کند. زمانی‌که یک کابل USB متصل شود، گوشی ‌نوع اتصالی که باید برقرار گردد را با گزینه‌های PC Suite، پخش‌کننده موسیقی و انتقال‌داده می‌پرسد. حالت انتقال‌داده به گوشی این امکان را می‌دهد که به‌عنوان یک وسیله ذخیره‌کننده عمل کند. این ویژگی وجود کارت‌خوان (برای دستیابی به کارت microSD) را غیرضروری می‌نماید.
پایه گوشی همچنین دارای یک سوکت ۲٫۵ میلی‌متری ۴ قسمتی برای اتصال هدست است. وقتی که هدست ۲٫۵ میلی‌متری متصل می‌شود می‌تواند به عنوان آنتن برای رادیو اف.ام استریو که از رادیو دیداری نیز پشتیبانی می‌کند، عمل نماید.
امکان اتصال یک مبدل ۲٫۵ میلی‌متری ۳ قسمتی به ۳٫۵ میلی‌متری برای استفاده از هدفونهای استاندارد وجود دارد، اما از آنجایی که هدفونهای معمولی دارای میکروفون نیستند، این خصوصیت بیشتر برای مشاهده و گوش دادن به صدا و تصویر مناسب به‌نظر می‌رسد. پخش‌کنندهٔ صدا از قالبهای +MP۳, M۴A, eAAC و WMA پشتیبانی به‌عمل‌می‌آورد. درحالیکه صداهای محافظت شدهٔ iTunes با پخش‌کنندهٔ صدا سازگار نیست، موسیقی‌های iTunes Plus می‌تواند توسط گوشی پخش شود.
این گوشی قادر به فیلم‌برداری QVGA با قدرت تفکیک ۲۴۰×۳۲۰ پیکسل با سرعت ۱۵ فریم‌درثانیه است. از دوربین جلویی نیز می‌توان برای فیلم‌برداری استفاده نمود اما قدرت تفکیک آن تنها ۱۴۴×۱۷۶ پیکسل است.
پخش‌کنندهٔ فیلم از H.۲۶۴/MPEG-۴ AVC ، H.۲۶۳ و RealVideo۷،۸،۹،۱۰ پشتیبانی می‌کند.
در این گوشی از برنامه‌های جاوا MIDP ۲٫۰ حمایت می‌شود. البته بجز NM۷۰۵i که این امکان به علت وجود نرم‌افزار i-mode غیرفعال‌ است.

## نقد
نوکیا ۶۱۲۰ کلاسیک به‌دلیل سطح صیقلی و براق پشتش مورد انتقاد قرار گرفته، زیرا آثار انگشت خصوصاً در مدل‌های مشکی به‌وضوح بر روی آن ‌نمایان است. همچنین ۶۱۲۰ به‌عنوان یک گوشی که در طول مکالمه گرم شده و قسمت پشت گوشی به‌سادگی لغزنده می‌گردد (در دستانی که زیاد عرق می‌کنند) شناخته شده‌است.
کیفیت صدا هنگامیکه از هدفون شنیده می‌شود قابل قبول است اما زمانی‌که با بسیاری از پخش‌کننده‌های صوتی شخصی مقایسه شود زیر حد متوسط است. با اینکه نرم‌افزار صوتی به خوبی طراحی شده، شایع بود که توانایی جلو و عقب بردن صدا را ندارد؛ اما بعداً اثبات شد که با نگه‌داشتن کلیدهای بالا یا پایین این امکان وجود دارد.